# ラナウェイ・サンデイ
『ラナウェイ・サンデイ』（Runaway Sunday）は、1997年のアルタンによる6枚目のスタジオ・アルバム。ヴァージン・レコード（日本では東芝EMI）から発売。

## 収録曲
1. 青い瞳のあなた - "Súil Ghorm" – 2:45
2. ジョンのリール - "John Doherty's Reels" – 2:35
3. 誰も気にしていないのに - "Caidé Sin Don Té Sin?" – 3:13
4. ジャーマンズ - "Germans" – 3:13
5. クラン・ラナルド/J.B.のリール/パディー・マックのリール/キティー・ショーンのリール - "Clan Ranald/J.B.'s Reel/Paddy Mac's Reel/Kitty Sheáin's" – 4:17
6. アイ・ウィッシュ・マイ・ラヴ・ワズ・ア・レッド・レッド・ローズ - "I Wish My Love Was a Red Red Rose" – 3:50
7. マズルカ - "Mazurka" – 2:29
8. オーストラリアン・ウォーターズ - "Australian Waters" – 3:27
9. ア・モーメント・イン・タイム - "A Moment in Time" – 3:17
10. キーランの悪ふざけ - "Ciarán's Capers" – 3:29
11. キティー - "Cití Ní Eadhra" – 3:06
12. フラッド・オン・ザ・ホーム/スコット・マリー/ザ・ダンサーズ・デニアル - "Flood in the Holm/Scots Mary/The Dancer's Denial" – 3:52
13. 故郷を後にして - "Gleanntáin Ghlas' Ghaoth Dobhair" – 3:27
14. タイム・ハズ・パスト - "Time Has Passed" – 3:32

## パーソネル

### アルタン
- マレード・ニ・ウィニー (Mairéad Ní Mhaonaigh) - フィドル、ボーカル
- キーラン・トゥーリッシュ (Ciarán Tourish) - フィドル、ホイッスル、バック・ボーカル
- ダーモット・バーン (Dermot Byrne) - アコーディオン、メロディオン
- キーラン・クラン (Ciarán Curran) - ブズーキ、ブザール、マンドリン、バック・ボーカル
- マーク・ケリー (Mark Kelly) - ギター、ブズーキ、バック・ボーカル
- ダヒー・スプロール (Dáithí Sproule) - ギター、バック・ボーカル

### ゲスト・ミュージシャン
- スティーヴ・クーニー (Steve Cooney) - ダブルベース、ディジュリドゥ
- パット・クロウリー (Pat Crowley) - ピアノ
- ジェリー・ダグラス (Jerry Douglas) - ドブロ
- ジミー・ヒギンス (Jimmy Higgins) - パーカッション
- アリソン・クラウス (Alison Krauss) - バック・ボーカル
- ドーナル・ラニー (Dónal Lunny) - キーボード、バウロン
- ニール・マーティン (Neil Martin) - チェロ、キーボード
- マット・モロイ (Matt Molloy) - フルート